# Liga de Naciones de Voleibol Masculino de 2025
La Liga de Naciones de Voleibol de 2025 fue la séptima edición del torneo anual más importante de selecciones nacionales de voleibol, el evento fue organizado por la Federación Internacional de Voleibol (FIVB) y contó con 18 equipos. El evento tuvo lugar del 11 de junio al 3 de agosto.

## Equipos participantes
Para esta edición se expandió a 18 equipos y los participantes ya no fueron divididos en equipos principales y desafiantes.
China clasificó tras ganar la Challenger Cup 2024.
Ucrania clasificó como el equipo mejor clasificado de la FIVB.
El último equipo en la clasificación final de la competencia descenderá, para ser reemplazado por el equipo mejor clasificado del mundo para la siguiente VNL.
| Equipos                   | Equipos                | Equipos                 | Equipos               | Equipos             | Equipos                          |
| ------------------------- | ---------------------- | ----------------------- | --------------------- | ------------------- | -------------------------------- |
| Argentina Francia Polonia | Brasil Alemania Serbia | Bulgaria Irán Eslovenia | Canadá Italia Turquía | China Japón Ucrania | Cuba Países Bajos Estados Unidos |

### Participaciones
| País           | Confederación | Apariciones previas | Apariciones previas | Apariciones previas | Mejor resultado              |
| País           | Confederación | Total               | Primera             | Última              | Mejor resultado              |
| -------------- | ------------- | ------------------- | ------------------- | ------------------- | ---------------------------- |
| Argentina      | CSV           | 6                   | 2018                | 2024                | 5.º lugar (2023)             |
| Brasil         | CSV           | 6                   | 2018                | 2024                | Campeones (2021)             |
| Bulgaria       | CEV           | 6                   | 2018                | 2024                | 11.º lugar (2018)            |
| Canadá         | NORCECA       | 6                   | 2018                | 2024                | 7.º lugar (2018)             |
| China          | AVC           | 4                   | 2018                | 2023                | 13.º lugar (2022)            |
| Cuba           | NORCECA       | 2                   | 2023                | 2024                | 9.º lugar (2024)             |
| Francia        | CEV           | 6                   | 2018                | 2024                | Campeones (2022, 2024)       |
| Alemania       | CEV           | 6                   | 2018                | 2024                | 9.º lugar (2018)             |
| Irán           | AVC           | 6                   | 2018                | 2024                | 5.º lugar (2019)             |
| Italia         | CEV           | 6                   | 2018                | 2024                | 4.º lugar (2022, 2023)       |
| Japón          | AVC           | 6                   | 2018                | 2024                | 2.º lugar (2024)             |
| Países Bajos   | CEV           | 4                   | 2021                | 2024                | 8.º lugar (2022)             |
| Polonia        | CEV           | 6                   | 2018                | 2024                | Campeones (2023)             |
| Serbia         | CEV           | 6                   | 2018                | 2024                | 5.º lugar (2018)             |
| Eslovenia      | CEV           | 4                   | 2021                | 2024                | 4.º lugar (2021, 2024)       |
| Turquía        | CEV           | 1                   | 2024                | 2024                | 16.º lugar (2024)            |
| Ucrania        | CEV           | 0                   | —                   | —                   | Primera participación        |
| Estados Unidos | NORCECA       | 6                   | 2018                | 2024                | 2.º lugar (2019, 2022, 2023) |

## Sistema de competición

### Ronda Preliminar
Los 18 equipos se dividirán en tres bombos de 6 equipos. Cada semana, los equipos deberán jugar 4 partidos contra rivales de sus bombos, en un total de 3 semanas. Ocho equipos de la tabla general clasifican a la ronda final, siendo uno de ellos el anfitrión de la fase final.

### Ronda final
Los siete mejores clasificados de la tabla general junto al anfitrión se enfrentarán en una serie de llaves a partir de cuartos de final. Para asignar los enfrentamientos, el primero de la tabla jugará contra el octavo, el 2.º contra el 7.º, el 3.º contra el 6.º y el 4.º contra el 5.º.
En caso de que el anfitrión clasifique entre los 8 primeros de la tabla, se le asignará la 1.º cabeza de serie. De lo contrario, se le asignará la 8.º.

## Formato del torneo
| Semana 1                                          | Semana 1                                            | Semana 1                                               | Semana 2                                         | Semana 2                                          | Semana 2                                         |
| Grupo 1 Québec                                    | Grupo 2 Río de Janeiro                              | Grupo 3 Xi'an                                          | Grupo 4 Burgas                                   | Grupo 5 Chicago                                   | Grupo 6 Belgrado                                 |
| ------------------------------------------------- | --------------------------------------------------- | ------------------------------------------------------ | ------------------------------------------------ | ------------------------------------------------- | ------------------------------------------------ |
| Canadá Argentina Bulgaria Francia Alemania Italia | Brasil Cuba Irán Eslovenia Ucrania Estados Unidos   | China Países Bajos Japón Polonia Serbia Turquía        | Bulgaria Francia Japón Eslovenia Turquía Ucrania | Estados Unidos Brasil Canadá China Italia Polonia | Serbia Argentina Cuba Alemania Irán Países Bajos |
| Semana 3                                          |                                                     |                                                        |                                                  |                                                   |                                                  |
| Grupo 7 Gdańsk                                    | Grupo 8 Ljubljana                                   | Grupo 9 Kantō                                          |                                                  |                                                   |                                                  |
| Polonia Bulgaria China Cuba Francia Irán          | Eslovenia Canadá Italia Países Bajos Serbia Ucrania | Japón Argentina Brasil Alemania Turquía Estados Unidos |                                                  |                                                   |                                                  |

### Posiciones
| Posición | Equipo         | Partidos | Partidos | Partidos | Pts | Sets | Sets | Sets  | Puntos | Puntos | Puntos |
| Posición | Equipo         | PJ       | PG       | PP       | Pts | SG   | SP   | Ratio | PG     | PP     | Ratio  |
| -------- | -------------- | -------- | -------- | -------- | --- | ---- | ---- | ----- | ------ | ------ | ------ |
| 1.º      | Brasil         | 12       | 11       | 1        | 32  | 35   | 11   | 3.181 | 1095   | 998    | 1.097  |
| 2.º      | Italia         | 12       | 10       | 2        | 28  | 33   | 14   | 2.357 | 1100   | 962    | 1.143  |
| 3.º      | Francia        | 12       | 8        | 4        | 24  | 30   | 18   | 1.666 | 1124   | 1050   | 1.070  |
| 4.º      | Japón          | 12       | 8        | 4        | 23  | 27   | 17   | 1.588 | 1036   | 977    | 1.060  |
| 5.º      | Polonia        | 12       | 8        | 4        | 23  | 30   | 20   | 1.500 | 1157   | 1129   | 1.024  |
| 6.º      | Eslovenia      | 12       | 7        | 5        | 19  | 22   | 22   | 1.000 | 1002   | 985    | 1.017  |
| 7.º      | Cuba           | 12       | 6        | 6        | 20  | 28   | 26   | 1.076 | 1196   | 1174   | 1.018  |
| 8.º      | Irán           | 12       | 6        | 6        | 19  | 25   | 24   | 1.041 | 1088   | 1061   | 1.025  |
| 9.º      | Ucrania        | 12       | 6        | 6        | 18  | 25   | 25   | 1.000 | 1087   | 1093   | 0.994  |
| 10.º     | Bulgaria       | 12       | 6        | 6        | 17  | 22   | 23   | 0.956 | 993    | 1033   | 0.961  |
| 11.º     | Estados Unidos | 12       | 6        | 6        | 17  | 21   | 24   | 0.875 | 1006   | 1033   | 0.973  |
| 12.º     | Argentina      | 12       | 6        | 6        | 16  | 24   | 26   | 0.923 | 1114   | 118    | 0.996  |
| 13.º     | Canadá         | 12       | 5        | 7        | 17  | 23   | 24   | 0.958 | 1064   | 1057   | 1.006  |
| 14.º     | Alemania       | 12       | 5        | 7        | 17  | 25   | 27   | 0.925 | 1181   | 1179   | 1.001  |
| 15.º     | Serbia         | 12       | 3        | 9        | 10  | 15   | 29   | 0.517 | 926    | 1038   | 0.892  |
| 16.º     | Turquía        | 12       | 3        | 9        | 10  | 14   | 28   | 0.500 | 945    | 992    | 0.952  |
| 17.º     | China          | 12       | 3        | 9        | 9   | 12   | 30   | 0.400 | 881    | 990    | 0.889  |
| 18.º     | Países Bajos   | 12       | 1        | 11       | 5   | 11   | 34   | 0.323 | 942    | 1068   | 0.882  |

     Clasificados a la ronda final      Clasificado como anfitrión      Descendido

Actualizado al 20-07-2025. Fuente: VNL

### Resultados

#### Semana 1
- Del 11 al 15 de junio

Grupo 1
- Sede:  Centre Vidéotron
- Todos los horarios corresponden a la hora de Quebéc, Canadá ( UTC-04:00 )

| Fecha  | Hora  | Equipo 1  | Sets  | Equipo 2  | Set 1 | Set 2  | Set 3 | Set 4 | Set 5 | Total   |
| ------ | ----- | --------- | ----- | --------- | ----- | ------ | ----- | ----- | ----- | ------- |
| 11 Jun | 11:00 | Bulgaria  | 1 : 3 | Italia    | 16-25 | 25-22  | 19-25 | 19-25 | -     | 79-97   |
| 11 Jun | 16:30 | Argentina | 3 : 1 | Francia   | 25-22 | 13-25  | 25-22 | 25-19 | -     | 88-88   |
| 11 Jun | 20:00 | Alemania  | 2 : 3 | Canadá    | 25-23 | 19-25  | 25-21 | 23-25 | 11-15 | 103-109 |
| 12 Jun | 16:30 | Alemania  | 2 : 3 | Italia    | 25-21 | 25-21  | 19-25 | 23-25 | 11-15 | 103-106 |
| 12 Jun | 20:00 | Argentina | 3 : 2 | Canadá    | 25-22 | 21-25  | 14-25 | 25-22 | 15-8  | 100-102 |
| 13 Jun | 16:30 | Bulgaria  | 3 : 0 | Argentina | 25-21 | 25-20  | 28-26 | -     | -     | 78-67   |
| 13 Jun | 20:00 | Francia   | 3 : 1 | Italia    | 25-18 | 25-22  | 19-25 | 26-24 | -     | 95-89   |
| 14 Jun | 16:30 | Canadá    | 2 : 3 | Francia   | 22-25 | 27-29  | 29-27 | 25-21 | 6-15  | 109-117 |
| 14 Jun | 20:00 | Bulgaria  | 3 : 2 | Alemania  | 25-22 | 22-25  | 25-19 | 23-25 | 15-12 | 110-103 |
| 15 Jun | 11:00 | Argentina | 1 : 3 | Italia    | 23-25 | '25-17 | 35-37 | 21-25 | -     | 104-104 |
| 15 Jun | 14:30 | Alemania  | 3 : 1 | Francia   | 23-25 | 25-19  | 29-27 | 29-27 | -     | 106-98  |
| 15 Jun | 18:00 | Bulgaria  | 0 : 3 | Canadá    | 24-26 | 23-25  | 19-25 | -     | -     | 66-76   |

Grupo 2
- Sede:  Maracanãzinho
- Todos los horarios corresponden a la hora de Río de Janeiro, Brasil ( UTC-03:00 )

| Fecha  | Hora  | Equipo 1       | Sets  | Equipo 2       | Set 1 | Set 2 | Set 3  | Set 4 | Set 5 | Total   |
| ------ | ----- | -------------- | ----- | -------------- | ----- | ----- | ------ | ----- | ----- | ------- |
| 11 Jun | 14:00 | Ucrania        | 3 : 0 | Estados Unidos | 25-22 | 25-20 | 25-23  | -     | -     | 75-65   |
| 11 Jun | 17:30 | Brasil         | 3 : 0 | Irán           | 25-19 | 25-16 | 25-18  | -     | -     | 75-53   |
| 11 Jun | 21:00 | Eslovenia      | 3 : 1 | Cuba           | 25-22 | 21-25 | 25-18  | 25-15 | -     | 96-80   |
| 12 Jun | 17:30 | Brasil         | 2 : 3 | Cuba           | 25-27 | 24-26 | '25-21 | 25-20 | 13-15 | 112-109 |
| 12 Jun | 21:00 | Estados Unidos | 3 : 2 | Irán           | 19-25 | 21-25 | 25-21  | 25-23 | 17-15 | 107-109 |
| 13 Jun | 17:30 | Ucrania        | 3 : 2 | Cuba           | 25-22 | 20-25 | 25-20  | 17-25 | 15-12 | 102-104 |
| 13 Jun | 21:00 | Irán           | 2 : 3 | Eslovenia      | 25-17 | 23-25 | 18-25  | 25-18 | 12-15 | 103-100 |
| 14 Jun | 10:00 | Ucrania        | 2 : 3 | Brasil         | 25-19 | 25-14 | 22-25  | 23-25 | 10-15 | 105-98  |
| 14 Jun | 13:30 | Estados Unidos | 1 : 3 | Eslovenia      | 22-25 | 25-27 | 25-20  | 23-25 | -     | 95-97   |
| 15 Jun | 10:00 | Brasil         | 3 : 0 | Eslovenia      | 25-19 | 29-27 | 25-19  | -     | -     | 79-65   |
| 15 Jun | 13:30 | Ucrania        | 2 : 3 | Irán           | 30-28 | 20-25 | 25-22  | 21-25 | 9-15  | 105-115 |
| 15 Jun | 17:00 | Cuba           | 1 : 3 | Estados Unidos | 22-25 | 18-25 | 25-18  | 23-25 | -     | 88-93   |

Grupo 3
- Sede:  Qujiang Sports Complex
- Todos los horarios corresponden a la hora de Xi'an, China ( UTC+08:00 )

| Fecha  | Hora  | Equipo 1     | Sets  | Equipo 2     | Set 1 | Set 2 | Set 3 | Set 4 | Set 5 | Total   |
| ------ | ----- | ------------ | ----- | ------------ | ----- | ----- | ----- | ----- | ----- | ------- |
| 11 Jun | 13:30 | Polonia      | 3 : 1 | Países Bajos | 25-22 | 22-25 | 25-22 | 25-22 | -     | 97-91   |
| 11 Jun | 17:00 | China        | 0 : 3 | Japón        | 23-25 | 14-25 | 22-25 | -     | -     | 59-75   |
| 11 Jun | 20:30 | Serbia       | 3 : 1 | Turquía      | 12-25 | 25-22 | 25-23 | 25-23 | -     | 87-93   |
| 12 Jun | 17:00 | China        | 3 : 0 | Serbia       | 25-23 | 25-23 | 25-20 | -     | -     | 75-66   |
| 12 Jun | 20:30 | Polonia      | 3 : 1 | Japón        | 27-25 | 25-22 | 18-25 | 39-37 | -     | 109-109 |
| 13 Jun | 17:00 | Japón        | 3 : 0 | Serbia       | 25-20 | 25-23 | 26-24 | -     | -     | 76-67   |
| 13 Jun | 20:30 | Países Bajos | 3 : 1 | Turquía      | 21-25 | 25-23 | 25-22 | 25-23 | -     | 96-93   |
| 14 Jun | 15:00 | China        | 3 : 1 | Países Bajos | 25-19 | 25-20 | 13-25 | 25-17 | -     | 88-81   |
| 14 Jun | 19:00 | Turquía      | 0 : 3 | Polonia      | 26-28 | 23-25 | 21-25 | -     | -     | 70-78   |
| 15 Jun | 11:30 | Países Bajos | 0 : 3 | Japón        | 18-25 | 23-25 | 18-25 | -     | -     | 59-75   |
| 15 Jun | 15:00 | China        | 0 : 3 | Turquía      | 22-25 | 21-25 | 20-25 | -     | -     | 63-75   |
| 15 Jun | 19:30 | Polonia      | 3 : 0 | Serbia       | 25-21 | 25-20 | 25-23 | -     | -     | 75-64   |

#### Semana 2
- Del 25 al 29 de junio

Grupo 4
- Sede:  Arena Burgas
- Todos los horarios corresponden a la hora de Burgas, Bulgaria ( UTC+02:00 )

| Fecha  | Hora  | Equipo 1  | Sets  | Equipo 2  | Set 1 | Set 2 | Set 3 | Set 4 | Set 5 | Total   |
| ------ | ----- | --------- | ----- | --------- | ----- | ----- | ----- | ----- | ----- | ------- |
| 25 Jun | 12:30 | Ucrania   | 0 : 3 | Francia   | 23-25 | 21-25 | 17-25 | -     | -     | 61-75   |
| 25 Jun | 16:00 | Turquía   | 0 : 3 | Eslovenia | 16-25 | 22-25 | 18-25 | -     | -     | 56-75   |
| 25 Jun | 19:30 | Bulgaria  | 3 : 0 | Japón     | 27-25 | 25-23 | 25-19 | -     | -     | 77-67   |
| 26 Jun | 15:00 | Francia   | 2 : 3 | Japón     | 22-25 | 25-19 | 25-22 | 20-25 | 11-15 | 103-106 |
| 26 Jun | 18:30 | Turquía   | 0 : 3 | Ucrania   | 11-25 | 22-25 | 21-25 | -     | -     | 54-75   |
| 27 Jun | 16:00 | Ucrania   | 3 : 2 | Japón     | 24-26 | 25-17 | 25-18 | 22-25 | 15-13 | 111-99  |
| 27 Jun | 19:30 | Bulgaria  | 3 : 1 | Eslovenia | 18-25 | 25-23 | 25-21 | 25-22 | -     | 93-91   |
| 28 Jun | 15:30 | Eslovenia | 0 : 3 | Francia   | 23-25 | 27-29 | 23-25 | -     | -     | 73-79   |
| 28 Jun | 19:00 | Bulgaria  | 0 : 3 | Turquía   | 20-25 | 20-25 | 21-25 | -     | -     | 61-75   |
| 29 Jun | 12:00 | Eslovenia | 0 : 3 | Japón     | 25-27 | 15-25 | 16-25 | -     | -     | 56-77   |
| 29 Jun | 15:30 | Turquía   | 0 : 3 | Francia   | 20-25 | 18-25 | 19-25 | -     | -     | 57-75   |
| 29 Jun | 19:00 | Bulgaria  | 1 : 3 | Ucrania   | 25-20 | 19-25 | 24-26 | 22-25 | -     | 90-96   |

Grupo 5
- Sede:  Now Arena
- Todos los horarios corresponden a la hora de Chicago, Estados Unidos ( UTC-06:00 )

| Fecha  | Hora  | Equipo 1       | Sets  | Equipo 2       | Set 1 | Set 2 | Set 3 | Set 4 | Set 5 | Total   |
| ------ | ----- | -------------- | ----- | -------------- | ----- | ----- | ----- | ----- | ----- | ------- |
| 25 Jun | 12:30 | Italia         | 3 : 2 | Polonia        | 25-17 | 23-25 | 21-25 | 25-20 | 15-11 | 109-98  |
| 25 Jun | 16:00 | Canadá         | 0 : 3 | Brasil         | 22-25 | 17-25 | 17-25 | -     | -     | 56-75   |
| 25 Jun | 19:30 | China          | 2 : 3 | Estados Unidos | 22-25 | 25-21 | 25-19 | 16-25 | 11-15 | 99-105  |
| 26 Jun | 16:00 | Brasil         | 3 : 0 | China          | 25-22 | 25-16 | 25-23 | -     | -     | 75-61   |
| 26 Jun | 19:30 | Canadá         | 0 : 3 | Estados Unidos | 23-25 | 22-25 | 28-30 | -     | -     | 73-80   |
| 27 Jun | 16:00 | China          | 0 : 3 | Italia         | 18-25 | 15-25 | 19-25 | -     | -     | 52-75   |
| 27 Jun | 19:30 | Canadá         | 2 : 3 | Polonia        | 32-30 | 25-14 | 17-25 | 23-25 | 13-15 | 110-109 |
| 28 Jun | 16:00 | Brasil         | 3 : 2 | Italia         | 25-22 | 21-25 | 33-31 | 17-25 | 15-13 | 111-116 |
| 28 Jun | 19:30 | Estados Unidos | 0 : 3 | Polonia        | 20-25 | 21-25 | 22-25 | -     | -     | 63-75   |
| 29 Jun | 12:30 | China          | 0 : 3 | Canadá         | 23-25 | 20-25 | 23-25 | -     | -     | 66-75   |
| 29 Jun | 16:00 | Brasil         | 3 : 1 | Polonia        | 25-21 | 25-21 | 21-25 | 28-26 | -     | 99-93   |
| 29 Jun | 19:30 | Estados Unidos | 0 : 3 | Italia         | 21-25 | 22-25 | 18-25 | -     | -     | 61-75   |

Grupo 6
- Sede:  Belgrade Arena
- Todos los horarios corresponden a la hora de Belgrado, Serbia ( UTC+01:00 )

| Fecha  | Hora  | Equipo 1     | Sets  | Equipo 2     | Set 1 | Set 2 | Set 3 | Set 4 | Set 5 | Total   |
| ------ | ----- | ------------ | ----- | ------------ | ----- | ----- | ----- | ----- | ----- | ------- |
| 25 Jun | 13:00 | Alemania     | 1 : 3 | Cuba         | 25-19 | 18-25 | 22-25 | 21-25 | -     | 86-94   |
| 25 Jun | 16:30 | Países Bajos | 0 : 3 | Argentina    | 20-25 | 14-25 | 22-25 | -     | -     | 56-75   |
| 25 Jun | 20:00 | Serbia       | 1 : 3 | Irán         | 21-25 | 19-25 | 25-23 | 23-25 | -     | 88-98   |
| 26 Jun | 16:30 | Países Bajos | 1 : 3 | Alemania     | 26-24 | 22-25 | 21-25 | 24-26 | -     | 93-100  |
| 26 Jun | 20:00 | Serbia       | 1 : 3 | Cuba         | 25-22 | 22-25 | 16-25 | 16-25 | -     | 79-97   |
| 27 Jun | 16:30 | Argentina    | 1 : 3 | Irán         | 21-25 | 25-22 | 22-25 | 22-25 | -     | 90-97   |
| 27 Jun | 20:00 | Países Bajos | 1 : 3 | Cuba         | 25-21 | 18-25 | 21-25 | 28-30 | -     | 92-101  |
| 28 Jun | 16:30 | Alemania     | 3 : 1 | Irán         | 25-22 | 23-25 | 26-24 | 25-22 | -     | 99-93   |
| 28 Jun | 20:00 | Serbia       | 1 : 3 | Argentina    | 25-18 | 18-25 | 23-25 | 12-25 | -     | 78-93   |
| 29 Jun | 13:00 | Irán         | 3 : 2 | Países Bajos | 25-19 | 22-25 | 21-25 | 25-19 | 15-9  | 108-97  |
| 29 Jun | 16:30 | Cuba         | 2 : 3 | Argentina    | 25-23 | 23-25 | 21-25 | 25-21 | 11-15 | 105-109 |
| 29 Jun | 20:00 | Alemania     | 3 : 1 | Serbia       | 25-20 | 25-21 | 23-25 | 25-17 | -     | 98-83   |

#### Semana 3
- Del 15 al 20 de julio

Grupo 7
- Sede:  Ergo Arena
- Todos los horarios corresponden a la hora de Gdańsk, Polonia ( UTC+01:00 )

| Fecha  | Hora  | Equipo 1 | Sets  | Equipo 2 | Set 1 | Set 2 | Set 3 | Set 4 | Set 5 | Total   |
| ------ | ----- | -------- | ----- | -------- | ----- | ----- | ----- | ----- | ----- | ------- |
| 16 Jul | 13:00 | China    | 1 : 3 | Francia  | 25-22 | 22-25 | 23-25 | 17-25 | -     | 87-97   |
| 16 Jul | 16:30 | Bulgaria | 2 : 3 | Cuba     | 25-23 | 16-25 | 25-23 | 25-27 | 13-15 | 104-113 |
| 16 Jul | 20:00 | Irán     | 2 : 3 | Polonia  | 19-25 | 25-23 | 18-25 | 25-21 | 8-15  | 95-109  |
| 17 Jul | 16:30 | China    | 0 : 3 | Irán     | 26-28 | 21-25 | 17-25 | -     | -     | 64-78   |
| 17 Jul | 20:00 | Cuba     | 3 : 1 | Polonia  | 22-25 | 25-19 | 25-21 | 26-24 | -     | 98-89   |
| 18 Jul | 16:30 | Cuba     | 2 : 3 | Francia  | 25-20 | 15-25 | 25-23 | 21-25 | 9-15  | 95-108  |
| 18 Jul | 20:00 | China    | 0 : 3 | Bulgaria | 23-25 | 16-25 | 24-26 | -     | -     | 63-76   |
| 19 Jul | 17:00 | Bulgaria | 3 : 2 | Polonia  | 17-25 | 25-22 | 25-23 | 27-29 | 15-11 | 109-110 |
| 19 Jul | 20:30 | Irán     | 0 : 3 | Francia  | 24-26 | 16-25 | 24-26 | -     | -     | 64-77   |
| 20 Jul | 13:30 | China    | 3 : 2 | Cuba     | 20-25 | 25-23 | 15-25 | 25-22 | 19-17 | 104-112 |
| 20 Jul | 17:00 | Bulgaria | 0 : 3 | Irán     | 17-25 | 17-25 | 16-25 | -     | -     | 50-75   |
| 20 Jul | 20:30 | Francia  | 2 : 3 | Polonia  | 30-32 | 25-20 | 20-25 | 25-23 | 12-15 | 112-115 |

Grupo 8
- Sede:  Stožice Arena
- Todos los horarios corresponden a la hora de Ljubljana, Eslovenia ( UTC+01:00 )

| Fecha  | Hora  | Equipo 1     | Sets  | Equipo 2     | Set 1 | Set 2 | Set 3 | Set 4 | Set 5 | Total   |
| ------ | ----- | ------------ | ----- | ------------ | ----- | ----- | ----- | ----- | ----- | ------- |
| 16 Jul | 13:00 | Ucrania      | 3 : 2 | Países Bajos | 25-21 | 20-25 | 20-25 | 26-24 | 26-24 | 15-13   |
| 16 Jul | 16:30 | Serbia       | 0 : 3 | Italia       | 15-25 | 14-25 | 16-25 | -     | -     | 45-75   |
| 16 Jul | 20:30 | Canadá       | 1 : 3 | Eslovenia    | 25-21 | 21-25 | 19-25 | 21-25 | -     | 86-96   |
| 17 Jul | 16:30 | Ucrania      | 2 : 3 | Italia       | 15-25 | 20-25 | 25-16 | 25-23 | 10-15 | 95-104  |
| 17 Jul | 20:30 | Países Bajos | 0 : 3 | Eslovenia    | 18-25 | 19-25 | 21-25 | -     | -     | 58-75   |
| 18 Jul | 16:30 | Ucrania      | 0 : 3 | Serbia       | 22-25 | 19-25 | 17-25 | -     | -     | 58-75   |
| 18 Jul | 20:00 | Países Bajos | 0 : 3 | Canadá       | 22-25 | 20-25 | 15-25 | -     | -     | 57-75   |
| 19 Jul | 16:30 | Serbia       | 3 : 1 | Canadá       | 15-25 | 25-22 | 25-18 | 25-22 | -     | 90-87   |
| 19 Jul | 20:30 | Eslovenia    | 0 : 3 | Italia       | 22-25 | 20-25 | 23-25 | -     | -     | 65-75   |
| 20 Jul | 13:00 | Ucrania      | 1 : 3 | Canadá       | 21-25 | 27-25 | 29-31 | 21-25 | -     | 98-106  |
| 20 Jul | 16:30 | Países Bajos | 0 : 3 | Italia       | 13-25 | 22-25 | 19-25 | -     | -     | 54-75   |
| 20 Jul | 20:30 | Serbia       | 2 : 3 | Eslovenia    | 21-25 | 25-23 | 25-23 | 18-25 | 15-17 | 104-113 |

Grupo 9
- Sede:  Chiba Port Arena
- Todos los horarios corresponden a la hora de Kantō, Japón ( UTC+09:00 )

| Fecha  | Hora  | Equipo 1       | Sets  | Equipo 2       | Set 1 | Set 2 | Set 3 | Set 4  | Set 5 | Total   |
| ------ | ----- | -------------- | ----- | -------------- | ----- | ----- | ----- | ------ | ----- | ------- |
| 16 Jul | 12:30 | Argentina      | 1 : 3 | Brasil         | 21-25 | 23-25 | 26-24 | 18-25  | -     | 88-99   |
| 16 Jul | 16:00 | Turquía        | 0 : 3 | Estados Unidos | 24-26 | 21-25 | 27-29 | -      | -     | 72-80   |
| 16 Jul | 19:30 | Alemania       | 1 : 3 | Japón          | 25-21 | 20-25 | 23-25 | 20-25  | -     | 88-96   |
| 17 Jul | 16:00 | Turquía        | 3 : 1 | Alemania       | 29-27 | 25-22 | 18-25 | 30-28  | -     | 102-102 |
| 17 Jul | 19:30 | Argentina      | 2 : 3 | Japón          | 25-23 | 25-23 | 21-25 | 23-25  | 13-15 | 107-111 |
| 18 Jul | 16:00 | Argentina      | 1 : 3 | Estados Unidos | 23-25 | 25-20 | 20-25 | 23-'25 | -     | 91-95   |
| 18 Jul | 19:30 | Brasil         | 3 : 0 | Japón          | 25-21 | 25-23 | 28-26 | -      | -     | 78-70   |
| 19 Jun | 16:00 | Turquía        | 1 : 3 | Brasil         | 22-25 | 24-26 | 25-22 | 22-25  | -     | 93-98   |
| 19 Jul | 19:30 | Alemania       | 3 : 2 | Estados Unidos | 25-22 | 22-25 | 17-25 | 25-15  | 15-12 | 104-99  |
| 20 Jul | 14:00 | Turquía        | 2 : 3 | Argentina      | 25-18 | 21-25 | 19-25 | 25-17  | 15-17 | 105-102 |
| 20 Jul | 17:30 | Alemania       | 1 : 3 | Brasil         | 25-21 | 23-25 | 20-25 | 21-25  | -     | 89-96   |
| 20 Jul | 19:20 | Estados Unidos | 0 : 3 | Japón          | 21-25 | 19-25 | 23-25 | -      | -     | 63-75   |

## Ronda final
- Del 30 de julio al 3 de agosto

- Sede:
- Todos los horarios corresponden a la hora de Ningbo, China ( UTC+08:00 ).

|  | Cuartos de final | Cuartos de final | Cuartos de final |           |   | Semifinales | Semifinales | Semifinales |   |               | Final         | Final         | Final       |  |
|  | 30 y 31 de julio | 30 y 31 de julio | 30 y 31 de julio |           |   | 2 de agosto | 2 de agosto | 2 de agosto |   |               | 3 de agosto   | 3 de agosto   | 3 de agosto |  |
|  |                  |                  |                  |           |   |             |             |             |   |               |               |               |             |  |
|  |                  |                  |                  |           |   |             |             |             |   |               |               |               |             |  |
|  | 1                | Brasil           | 3                |           |   |             |             |             |   |               |               |               |             |  |
|  | 1                | Brasil           | 3                |           |   |             |             |             |   |               |               |               |             |  |
|  | 8                | China            | 1                |           |   |             |             |             |   |               |               |               |             |  |
|  | 8                | China            | 1                |           | 1 | Brasil      | 0           |             |   |               |               |               |             |  |
|  |                  |                  |                  |           | 1 | Brasil      | 0           |             |   |               |               |               |             |  |
|  |                  |                  | 5                | Polonia   | 3 |             |             |             |   |               |               |               |             |  |
|  | 4                | Japón            | 5                | Polonia   | 3 | 0           |             |             |   |               |               |               |             |  |
|  | 4                | Japón            |                  |           |   |             |             |             |   |               |               |               |             |  |
|  | 5                | Polonia          | 3                |           |   |             |             |             |   |               |               |               |             |  |
|  | 5                | Polonia          | 3                |           |   |             |             |             |   | 5             | Polonia       | 3             |             |  |
|  |                  |                  |                  |           |   |             |             |             |   | 5             | Polonia       | 3             |             |  |
|  |                  |                  | 2                | Italia    | 0 |             |             |             |   |               |               |               |             |  |
|  | 2                | Italia           | 2                | Italia    | 0 | 3           |             |             |   |               |               |               |             |  |
|  | 2                | Italia           |                  |           |   |             |             |             |   |               |               |               |             |  |
|  | 7                | Cuba             | 1                |           |   |             |             |             |   |               |               |               |             |  |
|  | 7                | Cuba             | 1                |           | 2 | Italia      | 3           |             |   | Tercer puesto | Tercer puesto | Tercer puesto |             |  |
|  |                  |                  |                  |           | 2 | Italia      | 3           |             |   | Tercer puesto | Tercer puesto | Tercer puesto |             |  |
|  |                  |                  | 6                | Eslovenia | 1 |             |             |             |   |               |               |               |             |  |
|  | 3                | Francia          | 6                | Eslovenia | 1 | 1           |             |             | 1 | Brasil        | 3             |               |             |  |
|  | 3                | Francia          |                  |           |   |             |             |             | 1 | Brasil        | 3             |               |             |  |
|  | 6                | Eslovenia        | 3                |           |   |             |             |             |   |               | 6             | Eslovenia     | 1           |  |
|  | 6                | Eslovenia        | 3                |           |   |             |             |             |   |               | 6             | Eslovenia     | 1           |  |
|  |                  |                  |                  |           |   |             |             |             |   |               |               |               |             |  |

### Cuartos de final
| Fecha       | Hora  | Equipo 1 | Sets  | Equipo 2  | Set 1 | Set 2 | Set 3 | Set 4 | Set 5 | Total  |
| ----------- | ----- | -------- | ----- | --------- | ----- | ----- | ----- | ----- | ----- | ------ |
| 30 de julio | 15:00 | Italia   | 3 : 1 | Cuba      | 25-18 | 25-19 | 20-25 | 25-21 | -     | 95-83  |
| 30 de julio | 19:00 | Brasil   | 3 : 1 | China     | 29-31 | 25-19 | 25-16 | 25-21 | -     | 104-87 |
| 31 de julio | 15:00 | Francia  | 1 : 3 | Eslovenia | 22-25 | 25-15 | 19-25 | 18-25 | -     | 84-90  |
| 31 de julio | 19:00 | Japón    | 0 : 3 | Polonia   | 23-25 | 24-26 | 12-25 | -     | -     | 59-76  |

### Semifinales
| Fecha       | Hora  | Equipo 1 | Sets  | Equipo 2  | Set 1 | Set 2 | Set 3 | Set 4 | Set 5 | Total |
| ----------- | ----- | -------- | ----- | --------- | ----- | ----- | ----- | ----- | ----- | ----- |
| 2 de agosto | 15:00 | Italia   | 3 : 1 | Eslovenia | 25-22 | 22-25 | 25-21 | 25-18 | -     | 97-86 |
| 2 de agosto | 19:00 | Brasil   | 0 : 3 | Polonia   | 26-28 | 19-25 | 21-25 | -     | -     | 66-78 |

### Tercer lugar
| Fecha       | Hora  | Equipo 1 | Sets  | Equipo 2  | Set 1 | Set 2 | Set 3 | Set 4 | Set 5 | Total |
| ----------- | ----- | -------- | ----- | --------- | ----- | ----- | ----- | ----- | ----- | ----- |
| 3 de agosto | 15:00 | Brasil   | 3 : 1 | Eslovenia | 23-25 | 25-20 | 25-23 | 25-19 | -     | 98-87 |

### Final
| Fecha       | Hora  | Equipo 1 | Sets  | Equipo 2 | Set 1 | Set 2 | Set 3 | Set 4 | Set 5 | Total |
| ----------- | ----- | -------- | ----- | -------- | ----- | ----- | ----- | ----- | ----- | ----- |
| 3 de agosto | 19:00 | Italia   | 0 : 3 | Polonia  | 22-25 | 19-25 | 14-25 | -     | -     | 55-75 |

## Posiciones finales
| Pos.              | Equipo         |
| ----------------- | -------------- |
| Medalla de oro    | Polonia        |
| Medalla de plata  | Italia         |
| Medalla de bronce | Brasil         |
| 4                 | Eslovenia      |
| 5                 | Francia        |
| 6                 | Japón          |
| 7                 | Cuba           |
| 8                 | China          |
| 9                 | Irán           |
| 10                | Ucrania        |
| 11                | Bulgaria       |
| 12                | Estados Unidos |
| 13                | Argentina      |
| 14                | Canadá         |
| 15                | Alemania       |
| 16                | Serbia         |
| 17                | Turquía        |
| 18                | Países Bajos   |

| \| \| \| \| \| Campeón Polonia[4] 2.º título \| Plantel: 3 Jakub Popiwczak, 4 Marcin Komenda, 9 Wilfredo León Venero, 10 Bartosz Bednorz, 12 Artur Szalpuk, 15 Jakub Kochanowski , 16 Kamil Semeniuk, 18 Maksymilian Granieczny, 21 Tomasz Fornal, 30 Bartłomiej Bołądź, 34 Szymon Jakubiszak, 35 Kewin Sasak, 73 Jakub Nowak, 96 Jan Firlej Entrenador: Nikola Grbić |
| |
| |
| Campeón Polonia 2.º título |

|                            |
|                            |
| Campeón Polonia 2.º título |

## Distinciones individuales
| Categoría                 | Ganadora                             |
| ------------------------- | ------------------------------------ |
| Jugador Más Valioso (MVP) | Jakub Kochanowski                    |
| Mejor colocador / armador | Simone Giannelli                     |
| Mejor atacante opuesto    | Kewin Sasak                          |
| Mejor punta / receptor    | Alessandro Michieletto Wilfredo León |
| Mejor central / medio     | Jakub Kochanowski Jan Kozamernik     |
| Mejor líbero              | Maique Reis Nascimento               |
| Mayor anotador            | Marlon Yant (258 pts)                |